# Yebes
Yebes község Spanyolországban, Guadalajara tartományban. Yebes Horche, Armuña de Tajuña, Aranzueque, Valdarachas és Guadalajara községekkel határos. Lakosainak száma 5421 fő (2024).

## Népesség
A település népessége az utóbbi években az alábbiak szerint változott:
| Lakosok száma | 168  | 235  | 239  | 859  | 1719 | 2551 | 2881 | 3791 | 4636 | 5421 |
|               | 2001 | 2004 | 2006 | 2009 | 2011 | 2014 | 2016 | 2019 | 2021 | 2024 |